# Wilcza Góra (Lucim)
Wilcza Góra – (niem. Wolfshöhe) część wsi Lucim w Polsce, położona w województwie kujawsko-pomorskim, w powiecie bydgoskim, w gminie Koronowo.
W latach 1975–1998 Wilcza Góra administracyjnie należała do województwa bydgoskiego.